# إميضر
إميضر (بالإنجليزية: Imider)‏ هي جماعة قروية تابعة لإقليم تنغير ضمن جهة درعة تافيلالت بالمغرب. بلغ مجموع عدد سكان حسب الإحصاء العام للسكان والسكنى لسنة 2004 حوالي 3936 نسمة بعدد أسر بلغ 507 أسرة. فيما بلغ عدد الساكنة وفق إحصاء عام 2014٬ ما مجموعه 4420 نسمة بعدد أسر بلغ 627 أسرة دون وجود أجانب في المنطقة.

## إحصاء عام
| السنة | عدد السكان | عدد الأسر | عدد الأجانب |
| ----- | ---------- | --------- | ----------- |
| 1994  | 4289       | 613       | °°°°        |
| 2004  | 3936       | 507       | 0           |

## دواوير الجماعة
- اكيس
- انونيزم
- ازومكن
- أيت براهيم
- أيت علي
- أيت محمد